# Pawleys Island
Pawleys Island é uma cidade  localizada no estado norte-americano de Carolina do Sul, no Condado de Georgetown.

## Demografia
Segundo o censo norte-americano de 2000, a sua população era de 138 habitantes.
Em 2006, foi estimada uma população de 142, um aumento de 4 (2.9%).

## Geografia
De acordo com o United States Census Bureau tem uma área de
2,6 km², dos quais 1,8 km² cobertos por terra e 0,8 km² cobertos por água.

## Localidades na vizinhança
O diagrama seguinte representa as localidades num raio de 28 km ao redor de Pawleys Island.